# Mashu Baker
Pour les articles homonymes, voir Baker.
Mashu Baker est un judoka japonais né le 25 septembre 1994 à Tokyo. Il a remporté la médaille d'or en moins de 90 kg aux Jeux olympiques d'été de 2016 à Rio de Janeiro.